# Бребевница
Бребевница (на сръбски: Бребевница или Brebevnica) е село в Западните покрайнини, община Цариброд, Пиротски окръг, Сърбия.

## География
Село Бребевница се намира в района, известен като Забърдие (Забърге), на 15 километра североизточно от Димитровград (Цариброд). Разположено е на юг от малката Забърдска река и на запад от днешната сръбско-българска граница.

## История
Бребевница се споменава в османо-турски документи от средата на 15 век под името Бребетинци, а по-късно през втората половина на XVI век като Бребевниче или Бребовниче. В него е имало 23 домакинства с доходи от 1635 акчета. В джелепкешански регистър от 1576 година са записани трима джелепкешани от Бребевниче – Нешо Петри, Милю Брайкю и Йофко Пеше. В регистър на войнушките бащини от 1606 година се споменават също трима войнуци от селото – Велчо, син на Стоян, Лале, син на Димитри, и Никола Райкин.
По това време то е част от каазата Шехиркьой (Пирот). По време на кратката сръбска окупация през първата половина на 1878 година спада към Височкия срез на Пиротски окръг. В Княжество България селото е част от Царибродска околия, Трънски окръг и е включено в община Станянци.
От ноември 1920 година до април 1941 година и от 1944 година селото е в състава на Сърбия (Кралство на сърби, хървати и словенци, Югославия).
През 1983 година край селото за открити залежи от огнеупорна глина.

## Население
Населението на Бребевница е предимно българско. Според преброяванията то се разпределя по следния начин:
- 1900 г. – 352 души
- 1905 г. – 373 души
- 1921 г. – 365 души
- 1948 г. – 413 души
- 1953 г. – 372 души
- 1961 г. – 329 души
- 1971 г. – 233 души
- 1981 г. – 149 души
- 1991 г. – 90 души
- 2002 г. – 62 души
- 2011 г. – 25 души

## Културни и природни забележителности
- Манастир „Свети Димитър“, към който е имало килийно училище. Краеведът Богдан Николов пише, че в манастира са работели шест калугери и той е имал голямо културно значение за целия Царибродски край.[5] По-късно манастирът е разрушен от турците, а монасите избягат в Света гора.[5] След Освобождението е възстановен.
- Девет оброчни кръста, които опасват селото в кръг под формата на защитна сакрална зона. Краеведът Зденка Тодорова ги описва по следния начин: На селските гробища е оброкът на Св. Георги, в Долна махала е кръстът на Св. Архангел Михаил, над селската чешма има оброк на Св. Атанас, в местността „Бучумет“ е двуметровият кръст на Св. Никола Летни, недалеч от него в селското гумно на рода Андасарови е кръстът на Св. Петка, в местността „Бела яболка“ е кръстът на Св. Димитър, в местността „Магура“ край падналия на земята вековен дъб е кръстът на Св. Илия, в местността „Щърбеница“ е кръстът Пресвета и накрая в местността „Антанас“, където има фамилни гробища, е оброкът на Св. Елисей.[6] Т.е. за защита на селото седем от оброците са поставени на важни места като чешмата, гробищата и от двете страни на манастира, а два са в частни имоти, където с поколения ги пазят ревниво.[6] Особено интересен е двуметровия оброк на Св. Никола Летни – в средата му са издялани имената на хора от рода: Стана, Неца, Джуна, Джурджа, Нака.[6]

## Личности
Родени в Бребевница
- Зоран Димитров (р. 1954) – поет.[7]
- Шпира Тричков – музикант.